# 東和電機製作所
東和電機製作所（とうわでんきせいさくしょ）は、北海道函館市にある企業。

## 概要
1963年（昭和38年）に函館どつくの下請会社として船内の分電盤などを製作する会社として設立し、創業者の親戚の漁師からイカ釣り漁具の製作を依頼されたことをきっかけにイカ釣機の開発に着手した。1970年（昭和45年）発売の「はまで式自動イカ釣機」は大ヒット商品となり、1984年（昭和59年）には世界初となるコンピューター式全自動イカ釣機を発売して明け渡していた日本国内のシェア（市場占有率）第1位を取り戻した。その後は日本国内にとどまらず韓国、台湾、アルゼンチン、ニュージーランドなどの世界各国で使用されており、世界シェアでもトップになっている。また、マグロ一本釣機においても「大間のマグロ」で有名な大間の大半の漁船で使用されている。ニッチ市場の中で漁業者の要望を聞きながら改良を重ねている企業姿勢が評価されており、各賞を受賞している。

## 沿革
- 1963年（昭和38年）：会社設立[2]。
- 1968年（昭和43年）：手巻き式イカ釣機発売開始[2]。
- 1970年（昭和45年）：全自動イカ釣機発売開始[2]。
- 1976年（昭和51年）：本社工場新設[2]。
- 1977年（昭和52年）：組立工場新設[2]。
- 1978年（昭和53年）：小型揚縄機（ミニホーラー）発売[2]。
- 1982年（昭和57年）：ホタテ貝穴あけ機発売[2]。
- 1983年（昭和58年）：イカ釣りロボット（イカロボ）開発（中小企業庁技術改善補助対象商品）[2]。
- 1984年（昭和59年）：コンピューター式全自動イカ釣機発売[2]。
- 1991年（平成03年）：自動ホタテ貝穴あけ機発売[2]。本社事務所新設[2]。
- 1995年（平成07年）：マグロ一本釣機発売[2]。
- 2004年（平成16年）：海水電解殺菌装置発売[2]。
- 2006年（平成18年）：試験船「濱出丸」新造[2]。
- 2008年（平成20年）：サンマ漁LED漁灯発売[2]。

## 製品
- 自動イカ釣機
- LED漁灯
- 一本釣り機
- ホタテ関連機器
- 海水電解装置
- ミニホーラー

## 事業所
- 函館本社 - 北海道函館市吉川町6-29
- 大畑出張所 - 青森県むつ市大畑町湊村187
- 八戸営業所 - 青森県八戸市新湊3-8-14
- 小木営業所 - 石川県鳳珠郡能登町小木18-70-2
- 長万部営業所 - 北海道山越郡長万部町字大浜6-14

## 受賞・選定
- 発明協会「北海道知事賞」（1992年）[2]
- 発明協会「北海道地方発明賞」（2000年）[2]
- 特許庁「知的功労賞」（2002年）[2]
- 北海道新聞社「北海道新聞文化賞」経済部門（2003年）[4]
- 文部科学省「文部科学大臣賞」（2004年）[2]
- 北海道「エクセレントカンパニー賞」（2005年）[5]
- 中小企業庁「元気なモノ作り中小企業300社」（2005年）[6]
- 北海道経済産業局「貿易・投資貢献企業等北海道経済産業局長賞」（2006年）
- 「ロボット大賞」優秀賞（2006年）[7]
- 海洋水産システム協会「協会賞」（2010年）[2]
- 経済産業省「グローバルニッチトップ企業100選」（2014年）[8]

## テレビ番組
- 日経スペシャル カンブリア宮殿 ハイテクで漁師を救う！ 革命起こした小さな世界企業（2014年12月11日、テレビ東京）[9]